# Phreatia caudata
Phreatia caudata är en orkidéart som beskrevs av Rudolf Schlechter. Phreatia caudata ingår i släktet Phreatia och familjen orkidéer.

## Underarter
Arten delas in i följande underarter:
- P. c. caudata
- P. c. tenuissima